# Poland (Kiribati)
Poland – miejscowość w Kiribati położona na atolu Kiritimati w archipelagu wysp Line. Jest jedną z czterech zamieszkałych osad na wyspie obok Tabwakea, Paris, London i Banana. W 2020 roku miejscowość miała 404 mieszkańców.

## Nazwa

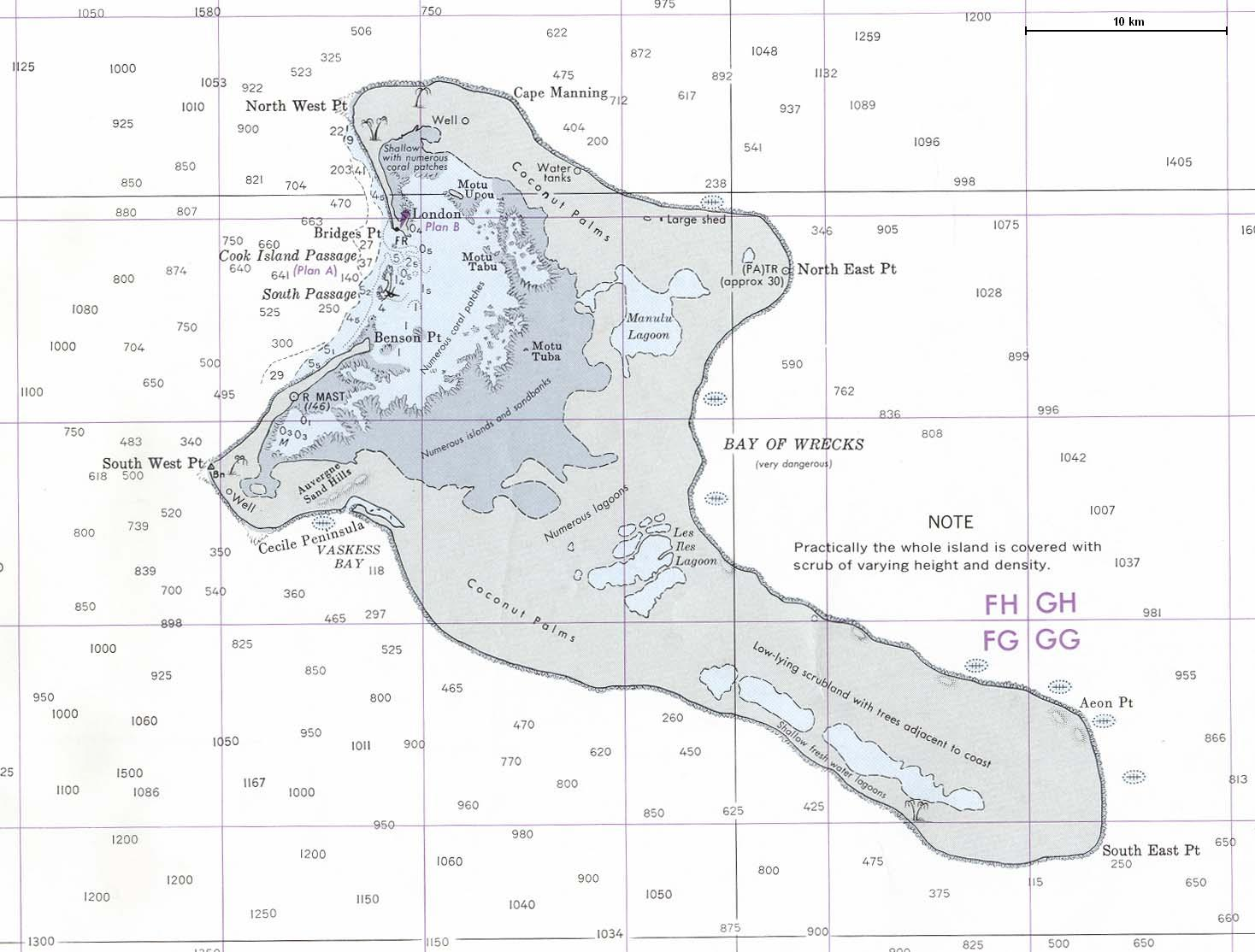
Mapa topograficzna wyspy Kiritimati

Według legendy wioska została tak nazwana dla uczczenia Polaka Stanisława Pełczyńskiego z amerykańskiego statku handlowego przewożącego koprę, który trafił na wyspę, gdy jej mieszkańcy mieli problemy z nawadnianiem plantacji palmowych. Pełczyński pomógł im rozwiązać problem i stworzył zmodyfikowany system nawadniania, pomagając w jego budowie i ucząc korzystania z niego. Na jego cześć osadę nazwano obecnym mianem, zbudowano w niej kościół pod wezwaniem św. Stanisława, a zatokę w lagunie nazwano Zatoką Świętego Stanisława.
W rzeczywistości wyspa nie miała rdzennych mieszkańców przed okresem zachodniej kolonizacji. Nazwa miejscowości prawdopodobnie związana jest z Charlesem Malinowskim, Francuzem o polskich korzeniach, który był jednym z zarządców wyspy w okresie, gdy ta była dzierżawiona przez Emmanuela Rougiera. Wpływ na taką nazwę mogło mieć również to, że miejscowość położona jest w pobliżu zatoki św. Stanisława, która swoją nazwę z kolei zawdzięcza bratu ówczesnego dzierżawcy Stanislasowi Rougierowi. Nazwy te wpisują się w trend nazewniczy, jaki cechował Emmanuela Rougiera, który obiektom geograficznym na wyspie, takim jak zatoki czy półwyspy nadawał nazwy związane z członkami swojej rodziny, a zakładanym osadom i plantacjom nazwy związane z miejscami pochodzenia zatrudnianych pracowników (np. London, Paris, Tahiti, Asia).

## Położenie
Osada znajduje się w najbardziej wysuniętej na zachód części wyspy, współrzędne geograficzne 1°53' N i 157°51' W. Od południowego zachodu miejscowość jest oblewana przez otwarty Ocean Spokojny, natomiast od północnego wschodu przylega do południowej części Wielkiej Laguny, nazwanej Zatoką Św. Stanisława. Poland jest jedynym osiedlem zlokalizowanym po południowej stronie Wielkiej Laguny. Większość komunikacji z pozostałymi miejscowościami odbywa się drogą lądową dookoła laguny o długości kilkudziesięciu kilometrów, co skutkuje względną izolacją miejscowości.

## Historia

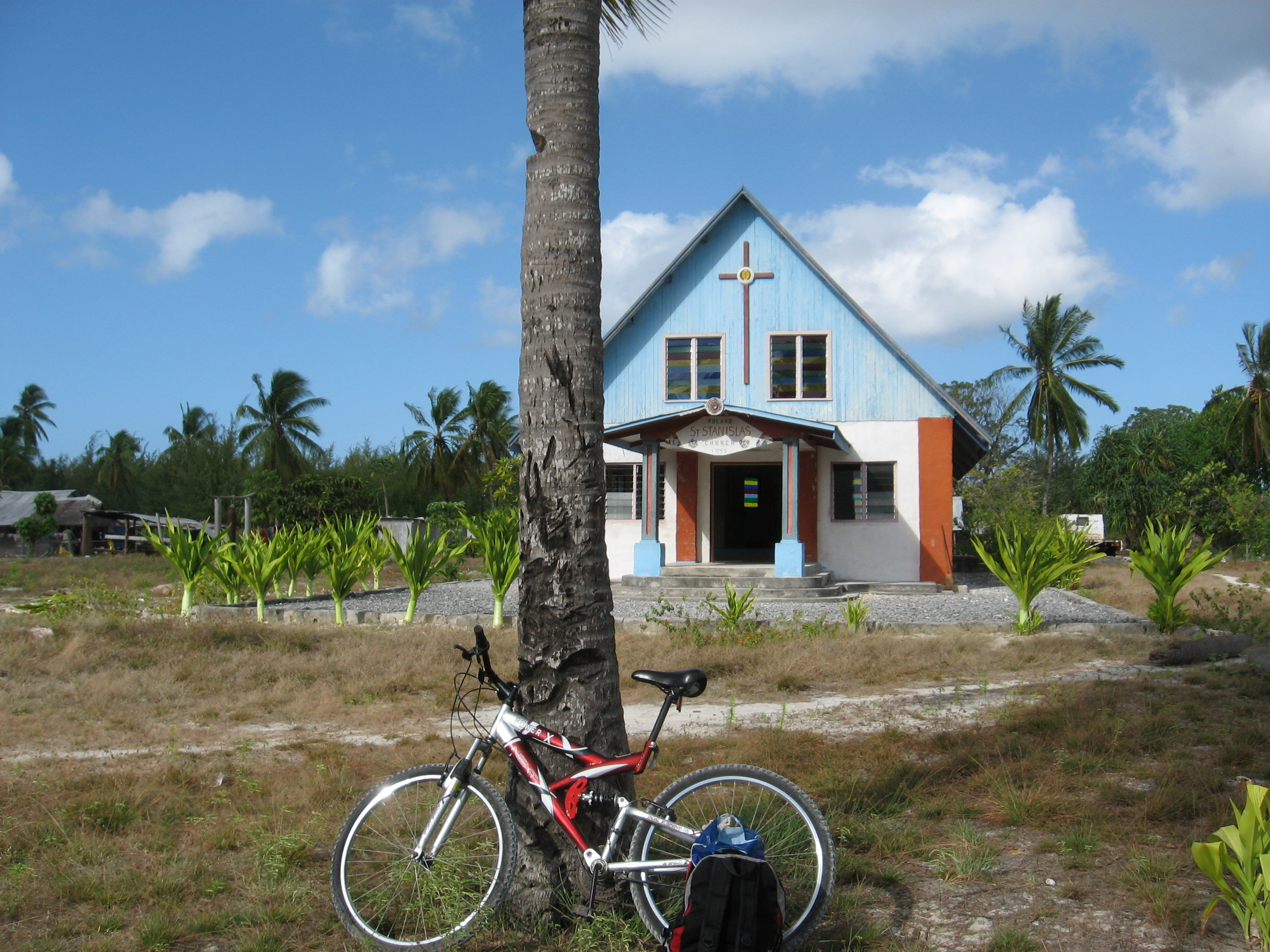
Kościół pw. św. Stanisława Kostki w Poland

Dowody archeologiczne potwierdzają okresową obecność ludzi na Kiritimati przed odkryciem wyspy przez Jamesa Cooka w 1777 roku. W późniejszym czasie wyspa bywała odwiedzana przez różne statki w celu uzupełnienia zapasów, a także dawała schronienie rozbitkom, jednak aż do lat 80. XIX wieku nie stała się miejscem stałego osadnictwa i działalności gospodarczej. Pierwsza działalność ludzka w miejscu obecnego Poland miała miejsce pomiędzy 1902 a 1905 rokiem, gdy ówcześnie dzierżawiąca wyspę firma Levers Pacific Plantations założyła w okolicy przyszłej miejscowości małą plantację palm kokosowych. Na skutek suszy, która zniszczyła większość zasadzeń, wyspa została porzucona i pozostawała bezludna od 1905 do 1914 roku. Po raz pierwszy nazwa Poland pojawia się w 1927 roku w liście Margarette Rougier, bratanicy ówczesnego dzierżawcy wyspy Emmanuela Rougiera. Nazwa Poland początkowo odnosiła się jedynie do plantacji istniejącej w tym miejscu, w której pobliżu z czasem powstało sezonowo zamieszkiwane przez pracowników osiedle. Poland w stałą osadę przekształciła się dopiero w latach 60. XX wieku. W 1995 roku w miejscowości powstała parafia katolicka pw. św. Stanisława Kostki.

## Demografia
Według spisu z 2025 roku w Poland w 72 gospodarstwach domowych mieszkało 398 osób, w tym 220 mężczyzn i 178 kobiet. Miejscowość cechuje wysoki wskaźnik maskulinizacji. Na 100 kobiet przypada 121 mężczyzn. Względem poprzedniego spisu z 2020 roku liczba mieszkańców miejscowości spadła o 6 osób. 

## Klimat
Kiribati, a także wieś Poland ma ciepły, tropikalny klimat, a rok dzieli się na 3 różne pory roku. Od grudnia do lutego kraj przechodzi przez porę suchą; w tym czasie nie ma opadów, a temperatury osiągają szczyt około 34°C. Następna pora to pora deszczowa trwa od lutego do maja, a Kiribati doświadcza ulewnych deszczów przez cały ten okres. Jest to również najchłodniejsza pora roku, a średnia temperatura wynosi około 25°C. Reszta, a więc (miesiące) od początku czerwca do końca listopada są z uśrednioną temperaturą powietrza wynoszącą od 29-31°C. Na atolach i poszczególnych wyspach w całym kraju dochodzi do różnorodnych załamań atmosferycznych. W związku z nimi dosyć częste są tam tajfuny i cyklony, a średnie roczne opady deszczu to ponad 2800 mm (280 cm, 2,8 m) na metr kwadratowy. 

## Architektura
We wsi znajduje się katolicki kościół pw. św. Stanisława Kostki, szkoła podstawowa oraz klinika.